# Heinrich Dittmer (Mediziner)
Heinrich Dittmer (* 27. März 1778 in Bremen; † nach 1821) war ein deutscher praktischer und Militär-Wundarzt, Dichter und Herausgeber.

## Leben
Der 1778 zur Zeit der Personalunion zwischen Großbritannien und Hannover in Bremen geborene Dittmer veröffentlichte zu Anfang des 19. Jahrhunderts unter anderem zwischen 1807 und 1809 verschiedene Aufsätze und Gedichte im Morgenblatt für gebildete Stände sowie in dem in Bremen erschienenen Sammelband Blumenkränze geselliger Freude und unschuldigen Frohsinns für gute und frohe Menschen, eine Auswahl von Gesängen nach seinerzeit zumeist bekannten Melodien.
Nach einer medizinischen Ausbildung ließ sich Dittmer in der sogenannten „Franzosenzeit“ im Jahr 1812 nahe seiner Geburtsstadt Bremen als praktischer Arzt in Lilienthal nieder. Dort wurde er 1813 für kurze Zeit als Maire tätig. Doch schon im Frühjahr 1814 trat er bei dem Mündenschen Landwehrbataillon als Wundarzt in die Truppen gegen die Napoleonischen Besatzer ein und begleitete diese während der Feldzüge gegen Frankreich.
Nach der Erhebung des vormaligen Kurfürstentums Hannover zum Königreich Hannover kehrte Dittmer 1819 nach Hannover zurück. Dort wurde er aufgrund seiner geschwächten Gesundheit zunächst auf Wartegeld gesetzt. Wenig später konnte er jedoch 1821 in Hannover privatisieren – mit dem Charakter eines großbritannischen Leutnants.
Den Nachwelt blieb der pensionierte Wundarzt und Dichter Heinrich Dittmer, der Ende August 1822 in Hannovers „Röselerstraße Nr. 323“ wohnte, insbesondere als Verfasser einer umfangreichen Beschreibung der Feierlichkeiten bekannt, die er anlässlich des Besuches des damaligen hannoverschen Landesherrn Georg IV., König des Vereinigten Königreichs Großbritannien und Irland publizierte. Das Werk enthielt neben einem Frontispiz mit dem Porträt des Königs und 19 Illustrationen in Form von Kupferstichen und Lithographien auch zwei Karten. In seiner Schrift publizierte Dittmer eigens für die Feier geschaffene Entwürfe und Zeichnungen, Stiche und Lithographien von Bauten seiner Zeitgenossen in Hannover, Göttingen, Northeim, Osnabrück, Münden und Pattensen, im Amt Blumenau, Müggenburg in der Amtsvogtei Celle sowie im Amt Springe, darunter zum Teil kolorierte Werke von Hofmaler Johann Heinrich Ramberg, Hofbaurat Georg Ludwig Friedrich Laves, die Kupferstecher Schwerdgeburth, Ernst Ludwig Riepenhausen und Johann Georg Schwab, der Northeimer Doktorin Louise Tittmann, dem Artilleristen, Feuerwerker und Lithografen Georg Heinrich Hoffmann und anderer.

## Schriften (Auswahl)
- Anzeige in Bezug auf die angekündigte: Geschichtliche Darstellung aller Festlichkeiten, welche bei dem feyerlichen Einzuge und während der allbeglückenden Anwesenheit Seiner Majestät Georgs des Vierten, Königs von Großbritannien und Hannover [et]c. in Höchstdero deutschen Staaten im October 1821 ... herausgegeben von Dr. Heinrich Dittmer, pensionirtem Militair-Wundarzte. Verziert mit dem ähnlichen Portrait Seiner Majestät ... In Quartformat mit neuen Lettern gedruckt in der Officin des Herrn Schlüter, Landschaftlichem Buchdrucker. Hannover 1822, Digitalisat der Gottfried Wilhelm Leibniz Bibliothek – Niedersächsische Landesbibliothek (GWLB)
- Anzeige des Preises der Abbildungen, die zu der "Beschreibung der Feyerlichkeiten im Königreiche Hannover" gehören und sowohl bey einzelnen Abdrücken für Subscribenten, als auch in Quantitäten von 25 Exempl. für Kunst- oder Bilderhandlungen und Buchbinder im Hannoverschen Lande bis Ende Augustmonats 1822 nach eigner Auswahl beym Herausgeber zu haben sind : Hannover, den 31. Julius 1822 / Dittmer, Dr. wohnhaft Röselerstraße Nr. 323, Digitalisat der GWLB
- Schluss-Anzeige und Bitte, den verehrten patriotischen Beförderern der beyfolgenden Beschreibung der Festlichkeiten gewidmet. Endlich ist mein Wunsch erreicht, mein gegebenes Wort lösen und den resp. Pränumeranten und Subscribenten die versprochene Beschreibung der Feyerlichkeiten abliefern zu können ... : Herrn [ ] zu [ ] Wohlgeb. werden es mir verzeihen, wenn ich mir zur Ersparung des Porto's die Freyheit nahm, bey Uebersendung ... den oben erwähnten Betrag ... mir vom Königl. Post-Amte vorschiessen zu lassen ... Hannover, den [ ] ten [ ] 1822. Dittmer, Dr., 1822[6] Digitalisat der GWLB
- Authentische und vollständige Beschreibung aller Feyerlichkeiten, welche in dem Hannoverschen Lande bey der Anwesenheit Seiner Königl. Majestät Georgs Des Vierten während dem Monate October 1821 veranstaltet worden sind : Verziert mit dem ähnlichen Portrait Sr. Königl. Majestät, Georg IV., und ein und zwanzig treuen Abbildungen ; Nebst einer Zugabe: Rückblicke auf ähnliche Volksfeste der Hannoveraner im 18ten Jahrhunderte / Zusammengetragen und herausgegeben von Heinrich Dittmer, Med. Dr. und K. Hannöv. pensionirtem Militair-Wundarzte, Hannover: Verlag der Helwingschen Hofbuchhandlung, Druck von Georg Heinrich Schlüter, 1822; Digitalisat über die Online-Bibliothek HathiTrust